# ブレット・ニコラス
ブレット・ジェームズ・ニコラス（Brett James Nicholas, 1988年7月18日 - ）は、アメリカ合衆国アリゾナ州フェニックス出身のプロ野球選手（捕手）。右投左打。MLBのシカゴ・ホワイトソックス傘下所属。愛称はジェスロ（Jethro）。

## 経歴

### プロ入りとレンジャーズ時代
2010年のMLBドラフト6巡目（全体196位）でテキサス・レンジャーズから指名され、プロ入り。契約後、傘下のルーキー級アリゾナリーグ・レンジャーズでプロデビュー。A-級スポケーン・インディアンスでもプレーし、2球団合計で54試合に出場して打率.242、3本塁打、35打点、2盗塁を記録した。
2011年はA-級スポケーンとA+級マートルビーチ・ペリカンズでプレーし、2球団合計で66試合に出場して打率.270、6本塁打、45打点、1盗塁を記録した。
2012年はA+級マートルビーチでプレーし、122試合に出場して打率.285、8本塁打、63打点、5盗塁を記録した。オフにはアリゾナ・フォールリーグに参加し、サプライズ・サグアロスに所属した。
2013年はAA級フリスコ・ラフライダーズでプレーし、136試合に出場して打率.289、21本塁打、91打点、2盗塁を記録した。オフには再びアリゾナ・フォールリーグに参加し、2年連続でサプライズ・サグアロスに所属した。
2014年はAAA級ラウンドロック・エクスプレスでプレーし、127試合に出場して打率.274、10本塁打、58打点、4盗塁を記録した。
2015年もAAA級ラウンドロックでプレーし、109試合に出場して打率.268、12本塁打、63打点、2盗塁を記録した。
2016年はAAA級ラウンドロックで開幕を迎えたが、4月10日にロビンソン・チリノスが故障者リスト入りしたため、メジャー契約を結んでアクティブ・ロースター入りした。翌11日のシアトル・マリナーズ戦でメジャーデビュー。その後、5月4日にはAAA級ラウンドロックへ降格し、9月のロースター拡大後は昇格したものの出場機会は無かった。この年メジャーでは15試合に出場して打率.275、2本塁打、4打点を記録した。
2017年7月26日のマイアミ・マーリンズ戦では8-18と大差でリードされた9回表にメジャー初登板を果たした。イチローとの対戦時には、4球目に山なりの45mph（約72km/h）の超スローボールを投じたが、イチローは捕手側に2足分ほどステップを踏み、不格好なスイングながら左前に落とす安打を打たれた（この試合の投球内容は1回4失点）。この年メジャーでは21試合に出場して打率.238、2本塁打、11打点を記録した。
2018年3月7日、ティム・リンスカムの加入に伴ってDFAとなり、13日にマイナー契約に切り替わってAAA級ラウンドロックへ配属された。

### パドレス傘下時代
2018年4月7日にエマヌエル・クラセとのトレードで、サンディエゴ・パドレスへ移籍となり、傘下のAAA級エルパソ・チワワズに配属された。同球団では117試合に出場して打率.291、16本塁打、83打点、1盗塁を記録した。オフの11月2日にFAとなった。

### ホワイトソックス傘下時代
2018年11月19日にコロラド・ロッキーズとマイナー契約を結んだが、2019年3月26日に自由契約となった。
その後、4月4日にシカゴ・ホワイトソックスとマイナー契約を結んだ。

## 詳細情報

### 年度別打撃成績
| 年 度    | 球 団    | 試 合 | 打 席 | 打 数 | 得 点 | 安 打 | 二 塁 打 | 三 塁 打 | 本 塁 打 | 塁 打 | 打 点 | 盗 塁 | 盗 塁 死 | 犠 打 | 犠 飛 | 四 球 | 敬 遠 | 死 球 | 三 振 | 併 殺 打 | 打 率 | 出 塁 率 | 長 打 率 | O P S |
| -------- | -------- | ----- | ----- | ----- | ----- | ----- | -------- | -------- | -------- | ----- | ----- | ----- | -------- | ----- | ----- | ----- | ----- | ----- | ----- | -------- | ----- | -------- | -------- | ----- |
| 2016     | TEX      | 15    | 45    | 40    | 5     | 11    | 5        | 0        | 2        | 22    | 4     | 0     | 0        | 0     | 0     | 4     | 0     | 1     | 9     | 2        | .275  | .356     | .550     | .906  |
| 2017     | TEX      | 21    | 65    | 63    | 7     | 15    | 4        | 0        | 2        | 25    | 11    | 0     | 0        | 0     | 0     | 2     | 0     | 0     | 13    | 2        | .238  | .262     | .397     | .658  |
| MLB：2年 | MLB：2年 | 37    | 110   | 103   | 12    | 26    | 9        | 0        | 4        | 47    | 15    | 0     | 0        | 0     | 0     | 6     | 0     | 1     | 22    | 4        | .252  | .300     | .456     | .756  |

- 2017年度シーズン終了時

### 背番号
- 63（2016年）
- 6（2017年）